# 타일러 럼스덴
타일러 럼스덴(Tyler Lumsden, 1983년 5월 9일 ~ )은 전 대만 프로 야구 퉁이 세븐일레븐 라이온즈의 선수이다.

## 미국 프로야구 시절
2001년 플로리다 말린스에 지명되었으나 입단을 포기하고 대학에 진학하였다. 대학 졸업 후 2004년 1라운드 34순위로 시카고 화이트삭스의 지명을 받아 입단하였으나, 메이저 리그에 입성하지 못하고 2010년까지 마이너 리그에서만 활약하였다.

## 대만 프로야구 시절
2011년 대만의 슝디 엘리펀츠(Brother Elephants)에서 활약했다.
2013년 대만의 퉁이 세븐일레븐 라이온즈에 입단했다.

## 대한민국 독립 야구 시절
2012년 대한민국 최초의 독립 야구단 고양 원더스에 영입되어 독립 야구단 2호 용병 선수가 되었다.